# آروو هاویستو
آروو هاویستو (انگلیسی: Arvo Haavisto; ۷ ژانویهٔ ۱۹۰۰ – ۲۲ آوریل ۱۹۷۷) کشتی‌گیر اهل فنلاند بود.
وی در مسابقات کشوری و بین‌المللی در مجموع برندهٔ ۱ مدال طلا، ۱ مدال برنز شده‌است.